# Tia hoàng hôn

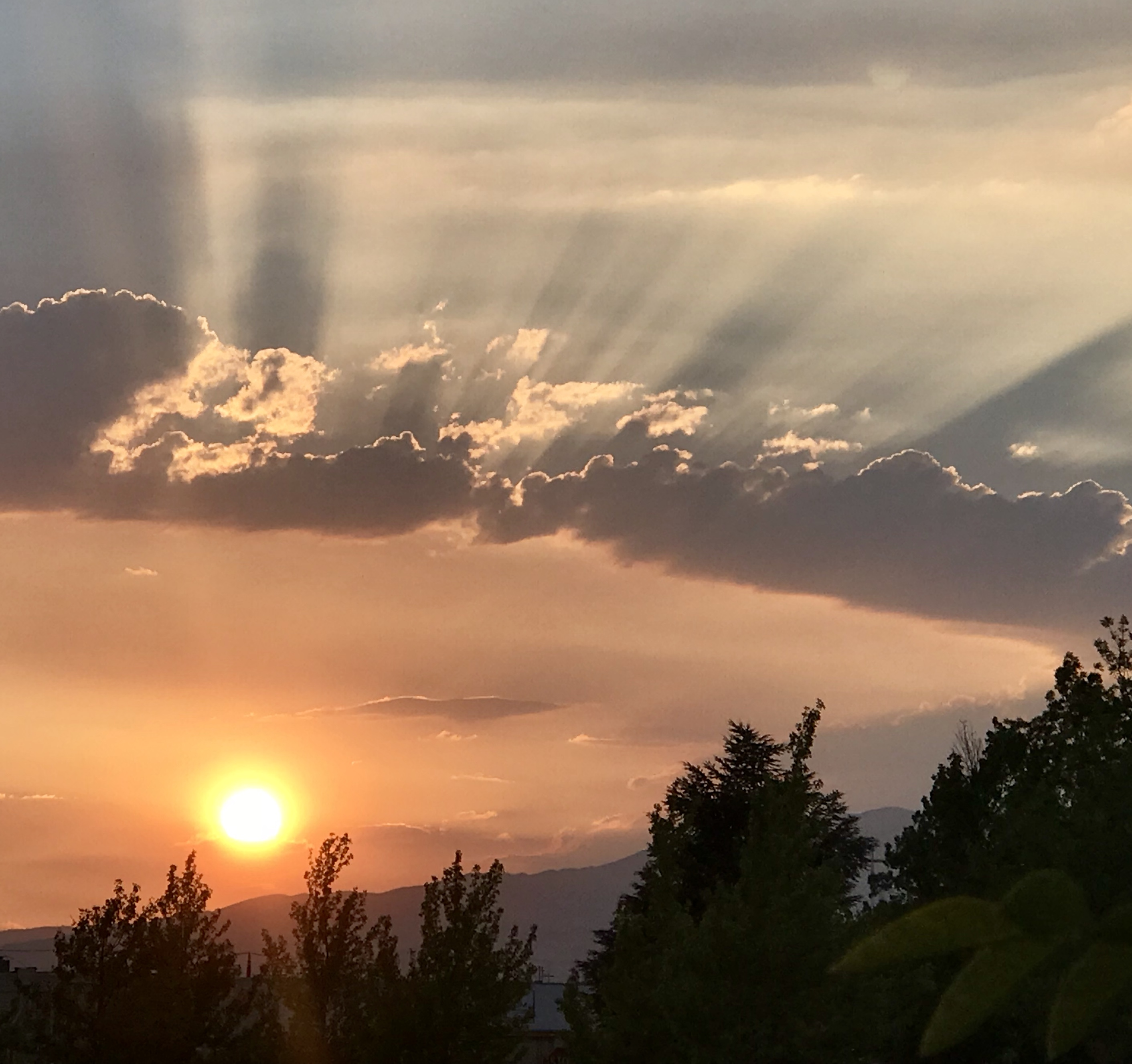
Tia hoàng hôn tại Reno, bang Nevada, Hoa Kỳ trong lúc Mặt Trời lặn.

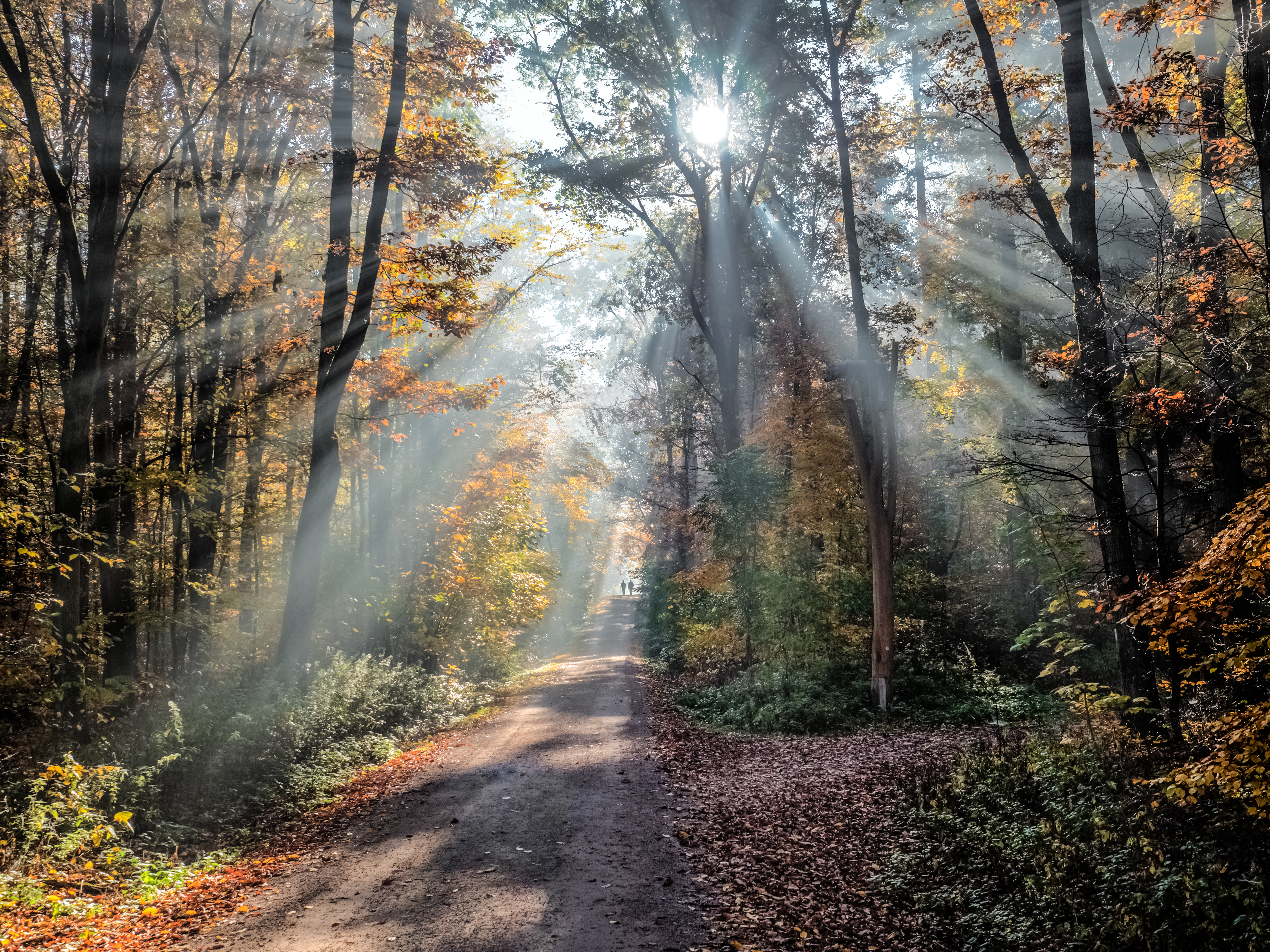
Tia mặt trời trong rừng Bruderwald ở Bamberg, Đức

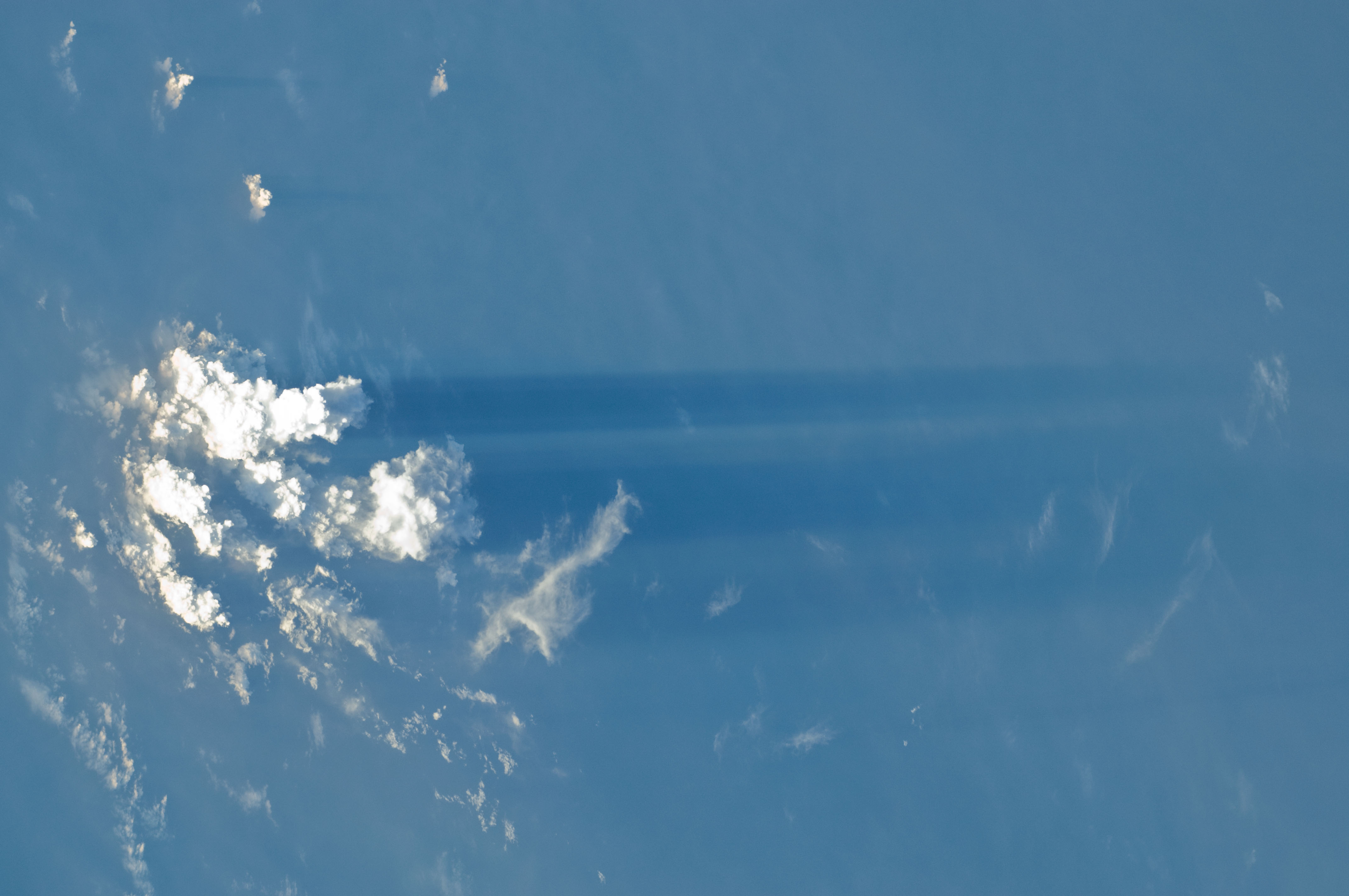
Tia hoàng hôn nhìn từ không gian, cho thấy bản chất song song của chúng

Tia hoàng hôn (thường được gọi là tia mặt trời hoặc tia thần), trong quang học khí tượng, là chùm tia ánh sáng mặt trời có vẻ như tỏa ra từ vị trí trên bầu trời của Mặt Trời.
Khi Mặt Trời chiếu qua các khe hở trên mây hoặc giữa các vật thể khác như núi hay tòa nhà, mỗi tia hoàng hôn là một trục ánh sáng mặt trời tán xạ do các hạt, giữa chúng được phân tách bởi những trục bóng tối. Mặc dù có vẻ như chúng hội tụ về phía nguồn sáng, thực chất các trục tia này song song. Sự hội tụ trông thấy của chúng trên bầu trời là một ảo ảnh thị giác từ góc nhìn tuyến tính. Ảo ảnh này cũng giống như khi ta trông thấy các đường sắt các hoặc hành lang dài dường như hội tụ tại một điểm ở xa.
Các hạt tán xạ gây ra các tia hoàng hôn có thể là các phân tử không khí hoặc các hạt mịn.

## Từ nguyên
Cái tên này xuất phát từ sự xuất hiện thường xuyên của chúng trong những giờ chạng vạng (những thời điểm xung quanh bình minh và hoàng hôn), khi sự tương phản giữa ánh sáng và bóng tối là rõ ràng nhất. Tên tiếng Anh của tia hoàng hôn là Crepuscular, xuất phát từ tiếng Latin "crepusculum", có nghĩa là hoàng hôn.

## Tia hoàng hôn ngược

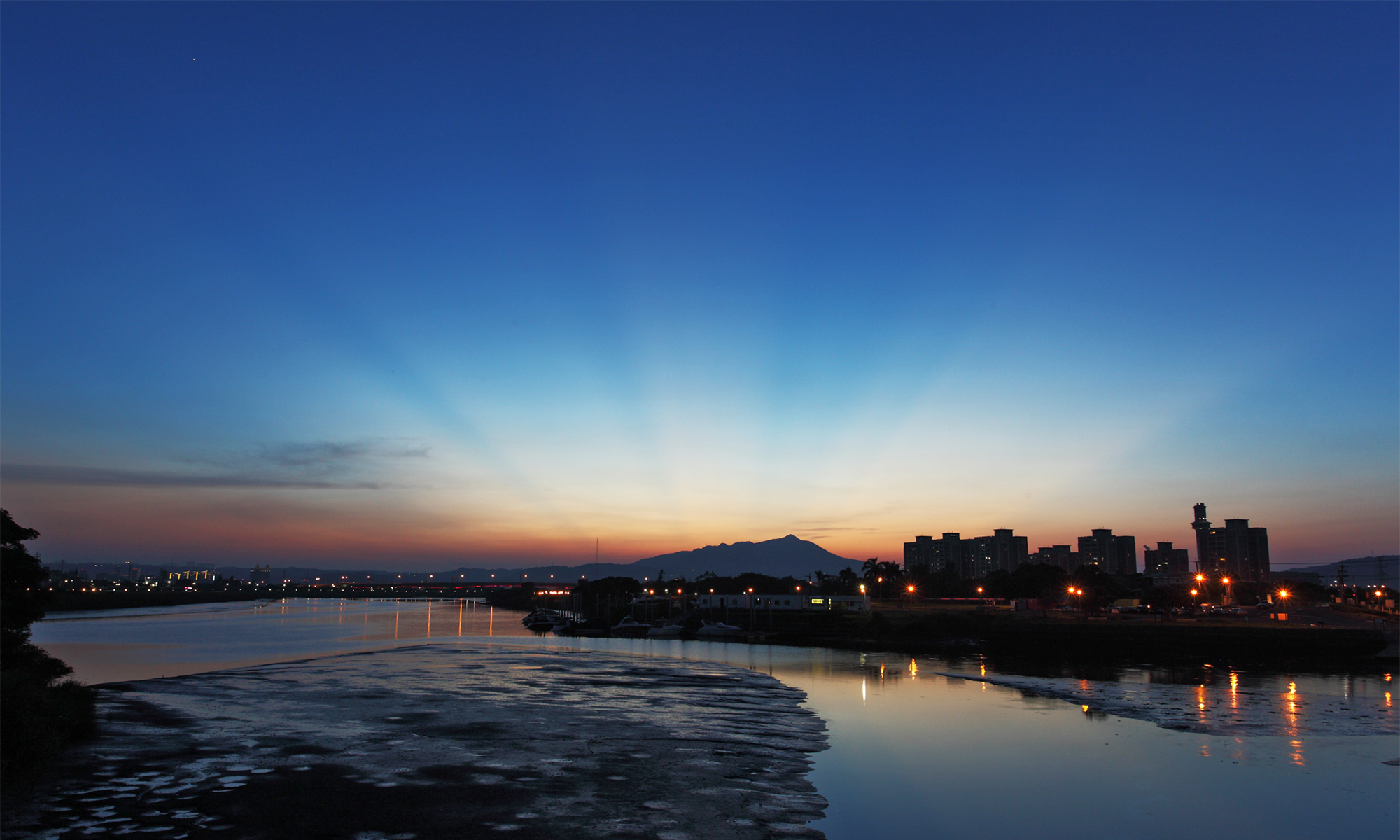
Tia hoàng hôn ở Đài Bắc, Đài Loan.

Các tia hoàng hôn trong một số trường hợp có thể kéo dài trên bầu trời và dường như hội tụ tại điểm đối nhật, là điểm trên thiên cầu đối diện trực tiếp với mặt trời. Trong trường hợp này chúng được gọi là tia hoàng hôn ngược. Tia này không dễ dàng phát hiện như tia hoàng hôn. Tương tự tia hoàng hôn ở trên, sự hội tụ của chúng là một ảo ảnh phối cảnh.

## Màu sắc
Tia hoàng hôn thường xuất hiện có màu cam vì các tia vào lúc Mặt Trời mọc và Mặt Trời lặn phải truyền qua một quãng đường dài hơn của bầu khí quyển, gấp 40 lần so với tia từ Mặt Trời lúc giữa trưa. Các hạt trong không khí tán xạ các ánh sáng bước sóng ngắn (xanh dương và lục) qua tán xạ Rayleigh mạnh hơn nhiều so với các ánh sáng bước sóng dài hơn màu vàng và đỏ cam của tia hoàng hôn.